# Джильда (певица)
Ми́риам Алеха́ндра Биа́нки (Джи́льда, Хи́льда) (исп. Miriam Alejandra Bianchi (англ. Gilda); 11 октября 1961, Буэнос-Айрес, Аргентина — 7 сентября 1996, Аргентина) — аргентинская певица и автор песен стилей кумбия и тропической музыки. Икона аргентинской музыки. Её самые значимые песни: No me arrepiento de éste amor, Fuiste, No es mi despedida, Corazón valiente, Como tú.

## Биография

### Юность
Родилась Джильда 11 октября 1961 года в районе Вилья Девото (Villa Devoto) Буэнос-Айреса. Её родители Омар (исп. Omar de Bianchi) и Исабель Шиоли де Бьянки (исп. Isabel Scioli de Bianchi) хотели назвать свою дочь Джильдой (Хильдой) в честь главной героини фильма Чарльза Видора, где роль Джильды исполнила Рита Хейворт. Сделать это не удалось, но девочку часто стали называть Джильдой. Это имя она в дальнейшем и использовала как сценический псевдоним. После окончания школы Джильда готовилась стать учителем физкультуры, но в 17 лет, после смерти своего отца, вынуждена была оставить учёбу, чтобы помогать семье.

### Карьера
В 28 лет победила в конкурсе на место вокалиста в музыкальную группу. Познакомилась с композитором и клавишником группы Riki Maravilla, Тоти Хименесом, который стал для неё партнёром по работе и избранником сердца. Родные поначалу не одобряли то, чем занимается Джильда: ночная жизнь, концерты, репетиции, но вскоре смирились. В 1992 году Хименес убедил Джильду начать сольную карьеру, и записать альбом De Corazón a Corazón, используя местный лейбл Magenta. В 1994 году вышел альбом Pasito a Pasito, включающий хит No Me Arrepiento De Este Amor.

### Личная жизнь
В 24 года вышла замуж за молодого импресарио Рауля Кагнина. Через несколько лет они расстались. У Джильды осталось двое детей: Мариель и Фабрисио.

### Смерть
7 сентября 1996 года жизнь Джильды трагически оборвалась. Во время её поездки по стране в целях продвижения альбома Corazón Valiente, на 129 километре трассы № 12, в микроавтобус Джильды врезался грузовик; вместе с ней погибли её мать, дочь Мариел и три музыканта из группы. Чудом остались живы сын Джильды Фабрицио и Тоти Хименес. Эта трагедия вызвала большое сочувствие и резонанс в мире танцевальной музыки. Прощаться с певицей пришли толпы фанатов. Близкие и родственники были удивлены, не зная о её популярности.
Джильда посмертно стала победителем премии Garlos Gardel в категории «Лучшие певицы Тропикаль».
Песни Джильды звучат и её образ присутствует в аргентинском телесериале «Дикий ангел», где главную роль исполнила Наталия Орейро.
В 2016 году был снят фильм «Джильда, я не жалею об этой любви» ("Gilda, no me arrepiento de este amor"), в котором роль Джильды сыграла Наталия Орейро.

## Дискография
- 1992 — De Corazón a Corazón
- 1993 — La Única
- 1994 — Pasito a Pasito
- 1995 — Corazón Valiente
- 1997 — No Es Mi Despedida